# Abner Read
Pour les articles homonymes, voir Read.
Abner Read (5 avril 1821-7 juillet 1863) était un officier de la marine américaine (US Navy) pendant la guerre de Sécession. Il est mort des suites de ses blessures lors d'une patrouille sur le Mississippi, à bord du bateau à vapeur USS New London. Au moment de sa mort, il avait atteint le grade de Lieutenant commander.

## Biographie

### Vie et éducation précoces
Abner Read est né le 5 avril 1821 à Urbana, dans l'Ohio, d'Ezra Read et de Nancy (Clark) Read. Il étudie à l'université de l'Ohio, mais quitte cette institution un an avant d'obtenir son diplôme pour accepter un mandat d'aspirant de marine, qui prend effet le 2 mars 1839. Affecté à l'Enterprise il quitte New York à bord de cette goélette le 16 mars 1840 et se rend dans les eaux sud-américaines où il sert d'abord à bord du Enterprise puis du Delaware jusqu'à ce que ce dernier prenne le chemin du retour au début de l'année 1844.
Après une année d'études à l'école navale de Philadelphie, en Pennsylvanie, Read est promu aspirant (passed midshipman) le 2 juillet 1845. Le Dolphin l'emmène ensuite sur la côte atlantique de l'Afrique, où il lutte contre les esclavagistes pendant l'été 1847.

### Service en mer et à terre, 1848-1860
Le 9 janvier 1848, il quitte New York à bord du Fredonia et se rend à Veracruz, où il arrive une semaine après la signature du traité de Guadalupe Hidalgo. Son navire commença rapidement à approvisionner les navires de guerre de l'escadre du commodore Matthew Perry et continua à le faire jusqu'à ce qu'il rentre chez lui en juin.
Le Fredonia quitte à nouveau New York le 11 décembre 1848, à destination de la Californie. De l'or vient d'y être découvert, ce qui accroît considérablement l'importance et l'intérêt de ce territoire nouvellement acquis. Le navire se dirige vers le sud le long de la côte atlantique des Amériques, passe le cap Horn, atteint la baie de San Francisco le 31 juillet 1849 et navigue sur la côte ouest pendant l'année la plus tempétueuse de la ruée vers l'or. Il reprend le chemin du retour le 4 juillet 1850 et atteint New York le 7 janvier 1851.
Après un congé et une période de service à bord du Union, le navire de réception à Philadelphie, Read s'embarque à l'automne 1853 sur le Saranac, un navire à vapeur à roues latérales. Ce dernier l'emmène en Méditerranée, mais il quitte le navire alors qu'il se trouve encore dans les eaux européennes et rentre aux États-Unis pour travailler au chantier naval de Portsmouth (Portsmouth Navy Yard).
Entre-temps, Read est monté en grade. Il reçoit son brevet de capitaine le 12 avril 1853 et est promu lieutenant le 6 février 1854.
Read rejoint le carré du sloop-of-war Falmouth à l'automne 1854, quitte Norfolk (état de Virginie) à son bord le 16 décembre 1854 et navigue dans les Antilles à la recherche d'informations sur le navire Albany, sans succès. Ce sloop-of-war avait quitté Aspinwall, en Colombie (aujourd'hui Colón, au Panama), le 29 septembre 1854 et n'avait plus donné de nouvelles depuis son départ.
Peu après le retour de Falmouth à New York en août, Read fut choqué d'être « rayé de la marine » le 13 septembre 1855, conformément à la recommandation d'un conseil d'officiers chargé de "mettre en œuvre une loi [du Congrès] visant à promouvoir l'efficacité de la marine". Il fait appel de cette décision et est réintégré dans son grade par une commission d'enquête en 1858.
Son premier navire après sa réintégration est le Supply, qui quitte New York à l'automne 1858 et le ramène dans les eaux sud-américaines dans le cadre de l'expédition du commodore William Shubrick visant à demander des excuses et des réparations pour la mort du timonier du Water Witch. Ce marin avait été tué par les tirs des batteries paraguayennes sur son bateau à vapeur à roues latérales alors qu'il explorait le fleuve Paraná et ses affluents.
Après la résolution du différend entre les États-Unis et le Paraguay par la diplomatie et une démonstration très visible de la puissance maritime américaine, le Supply a opéré au large des côtes africaines, le long de la côte atlantique des États-Unis et dans le golfe du Mexique.

### Service pendant la guerre civile
Le Supply est arrivé à Pensacola, en Floride, le 7 décembre 1860, un mois et un jour seulement après l'élection d'Abraham Lincoln à la présidence des États-Unis, qui a précipité la crise de la sécession. Un peu plus d'une semaine plus tard, le Wyandotte entre au chantier naval de ce port pour y faire gratter sa coque. Ce navire à hélice manquant d'officiers en raison de la démission des Sudistes, Read est détaché du Supply et affecté au nouvel arrivant. À bord, il contribue à empêcher Fort Pickens de tomber aux mains des Confédérés. Cependant, il tombe malade et est renvoyé chez lui pour se rétablir.

#### Commandement de l'USSLondon
Prêt à reprendre du service, Read prend le commandement du New London, nouvellement acquis, lors de sa mise en service à New York le 29 octobre 1861. Affecté à l'escadron du Golfe (Gulf Squadron), son navire à vapeur à hélice est stationné dans le Mississippi Sound où il rejoint la canonnière R. R. Cuyler pour capturer la goélette Olive chargée de bois peu avant minuit le 21 novembre 1861.
Au cours des mois suivants, le New London s'empare de plus de 30 prises. Son succès est si remarquable que l'officier général David Farragut estime qu'il doit conserver le New London dans son nouveau commandement, bien qu'il ait été affecté au groupe de l'Est lorsque la marine a divisé sa force dans le golfe en deux escadres. « Le lieutenant Read en avait fait une telle terreur pour les Confédérés dans ce quartier », expliqua-t-il, « que la justice du service exigeait que je le garde à l'adresse .... » Le navire était, selon lui, « ...absolument nécessaire pour commander le passage intérieur.... ».
Read et son navire sont toujours prêts à relever tous les défis qui se présentent à eux. Lorsqu'il découvrit « ...deux vapeurs rebelles... à Pass Christian... » le 25 mars 1862, le New London se dirigea directement vers le CSS Pamlico et le CSS Oregon et les conduisit sous la protection des batteries côtières sudistes après un engagement de deux heures.
Read est promu lieutenant-commandant le 16 juillet 1862 et, le 18 avril 1863, il dirige une expédition en bateau qui débarque près du phare de Sabine Pass. Il est attaqué par une importante force de troupes confédérées qui s'étaient cachées derrière la maison du gardien du phare. Tous les membres de l'équipage de Read, à l'exception d'un seul, sont blessés alors qu'ils regagnent leur bateau et rament jusqu'à New London. Read lui-même est gravement blessé par balle à l'œil. Malgré cette blessure douloureuse, il reste en service jusqu'à ce que le New London retourne à La Nouvelle-Orléans, en Louisiane, à la fin du mois de mai, pour y être réparé.
Alors que les travaux sur le New London sont toujours en cours, Read en est détaché le 22 juin et reçoit l'ordre de remplacer le capitaine Melancton Smith à la tête du Monongahela. Six jours plus tard, son nouveau navire remonte le Mississippi pour défendre Donaldsonville, en Louisiane, alors menacée par les troupes sudistes. Alors que ses forteresses riveraines assiégées de Vicksburg (Mississippi) et de Port Hudson étaient sur le point de lui échapper, la Confédération luttait désespérément pour conserver une certaine emprise sur le fleuve.
Le Monongahela passe les jours suivants à patrouiller sur le Mississippi entre Donaldsonville et La Nouvelle-Orléans. Le matin du 7 juillet 1863, les forces sudistes ouvrirent le feu sur le navire avec de l'artillerie et de la mousqueterie alors qu'il se trouvait à une quinzaine de km en dessous de Donaldsonville. Un obus traverse les pavois du bordé bâbord, blessant Read à l'abdomen et au genou droit. Il est transporté à l'hôpital de Baton Rouge, en Louisiane, où il meurt dans la soirée du lendemain.
Farragut et les autres officiers de l'escadron ne tarissent pas d'éloges à l'égard de leur camarade tombé au combat. L'amiral déclara que Read avait "...peut-être fait autant de combats que n'importe quel homme dans cette guerre.... La seule mention de son nom", affirme Farragut, "était une source de terreur pour les rebelles". À une autre occasion, l'amiral déclare : "Je ne sais rien de lui qui soit préjudiciable en tant qu'homme, mais je sais qu'aucune marine ne peut se vanter d'avoir un meilleur officier et je considère qu'il est une grande perte pour la marine et pour son pays".

## Hommages
Deux destroyers de la marine américaine ont été baptisés USS Abner Read en son honneur : DD-526 et DD-769.

## Source
- (en) Cet article est partiellement ou en totalité issu de l’article de Wikipédia en anglais intitulé « Abner Read » (voir la liste des auteurs).